# Valentina Iseppi
Valentina Iseppi (* 6. Februar 1997 in Gavardo) ist eine italienische Ruderin.

## Karriere
Iseppi begann 2010 mit dem Rudersport und startete bei den Junioren-Weltmeisterschaften 2013 in Trakai im Doppelvierer. Zusammen mit Valentina Rodini, Stefania Gobbi und Chiara Ondoli konnte sie vor den Booten aus den Vereinigten Staaten und Deutschland den Titel gewinnen. Ein Jahr später gewann sie die Silbermedaille im Doppelvierer bei der Junioren-Europameisterschaft 2014. Bei den anschließenden Junioren-Weltmeisterschaften belegte sie im Doppelvierer den zweiten Platz im B-Finale und damit am Ende den achten Platz. 2015 gewann sie im Doppelzweier zusammen mit Allegra Francalacci die Bronzemedaille bei den Junioren-Weltmeisterschaften.
2016 belegte sie zusammen mit Kiri Tontodonati, Stefania Gobbi und Chiara Ondoli den vierten Platz im Doppelvierer bei der U23-Weltmeisterschaft. Im Jahr darauf wechselte sie wieder in den Doppelzweier und ging mit Stefania Gobbi bei den U23-Weltmeisterschaften 2017 in Plowdiw an den Start. Bei der Weltmeisterschaft konnten die beiden die Silbermedaille hinter dem Boot aus Weißrussland gewinnen. 2018 gewann sie mit Alessandra Montesano als neuer Partnerin die Bronzemedaille bei den U23-Weltmeisterschaften im Doppelzweier. Bei den Europameisterschaften in Glasgow belegten sie mit 4/100 Sekunden Rückstand auf das Boot aus Litauen den vierten Platz. Im September startete sie zusammen mit Kiri Tontodonati bei der Weltmeisterschaft in Plowdiw. Die beiden belegten den dritten Platz im C-Finale und erreichten damit in der Endabrechnung den 15. Platz.
2019 startete sie zusammen mit Alessandra Montesano das erste Mal im Ruder-Weltcup. Beim zweiten Weltcup der Saison gingen die beiden als zweites italienisches Boot im Doppelzweier an den Start. Es gelang ihnen sich für das Halbfinale der Besten 12 Boote zu qualifizieren. Mit dem sechsten Platz im Halbfinale und im B-Finale belegten sie am Ende aber auch nur den 12. Platz. Anschließend wechselte sie zusammen mit Alessandra Montesano, Alessandra Patelli und Sara Bertolasi in den Vierer ohne Steuerfrau. Bei den Weltmeisterschaften in Linz/Ottensheim belegten die vier den sechsten Platz im B-Finale, was am Ende Platz 12. bedeutete. Nachdem 2020 der Großteil der Saison abgesagt wurde, startete sie zusammen mit Ludovica Serafini, Clara Guerra und Alessandra Montesano bei den Europameisterschaften im Doppelvierer. Die vier beendeten die Regatta in Posen auf dem fünften Rang. Bei den Olympischen Spielen in Tokio belegte der italienische Doppelvierer in der Besetzung Iseppi, Montesano, Veronica Lisi und Stefania Gobbi den vierten Platz.

## Internationale Erfolge
- 2013: Goldmedaille Junioren-Weltmeisterschaften im Doppelvierer
- 2014: Silbermedaille Junioren-Europameisterschaften im Doppelvierer
- 2014: 8. Platz Junioren-Weltmeisterschaften im Doppelvierer
- 2015: Bronzemedaille Junioren-Weltmeisterschaften im Doppelzweier
- 2016: 4. Platz U23-Weltmeisterschaften im Doppelvierer
- 2017: Silbermedaille U23-Weltmeisterschaften im Doppelzweier
- 2018: Bronzemedaille U23-Weltmeisterschaften im Doppelzweier
- 2018: 4. Platz Europameisterschaften im Doppelzweier
- 2018: 15. Platz Weltmeisterschaften im Doppelzweier
- 2019: 12. Platz Weltmeisterschaften im Vierer ohne Steuerfrau
- 2020: 5. Platz Europameisterschaften im Doppelvierer
- 2021: 7. Platz Europameisterschaften im Doppelzweier
- 2021: 4. Platz Olympische Spiele im Doppelvierer